# عبدالله یوسف‌علی
عبدالله یوسف‌علی (۱۴ آوریل ۱۸۷۲ – ۱۰ دسامبر ۱۹۵۳) از مترجمان قرآن به زبان انگلیسی بود. ترجمه قرآن او همراه با ترجمه محمد مارمادوک پیکتال از مشهورترین ترجمه‌های قرآن محسوب می‌شوند.

## زندگی
عبدالله یوسف‌علی در ۱۸۷۲ در شهر بمبئی، هندِ مستعمرهٔ بریتانیا، در یک خانواده تاجر و ثروتمند متولد شد. به دنیا آمد و بیشتر عمرش را در هند و انگلستان گذراند. او نیز همانند دیگر همدوره‌ای‌های خود به جمع مستخدمان دولتی هند (ICS) پیوست. او با زنی از بریتانیا ازدواج کرد، در هند و بریتانیا زندگی و کار کرد، مصایب شخصی را متحمل شد و سرانجام در ۱۹۲۹ دست به ترجمه قرآن زد و هشت سال بعد کار ترجمه پایان گرفت.